# Agestrata luconica
Agestrata luconica es una especie de escarabajo del género Agestrata, familia Scarabaeidae. Fue descrita científicamente por Eschscholtz en 1829.
Se distribuye por Filipinas. La especie se mantiene activa durante todos los meses del año excepto en noviembre.